# ارتشاح اللمفاويات في الورم

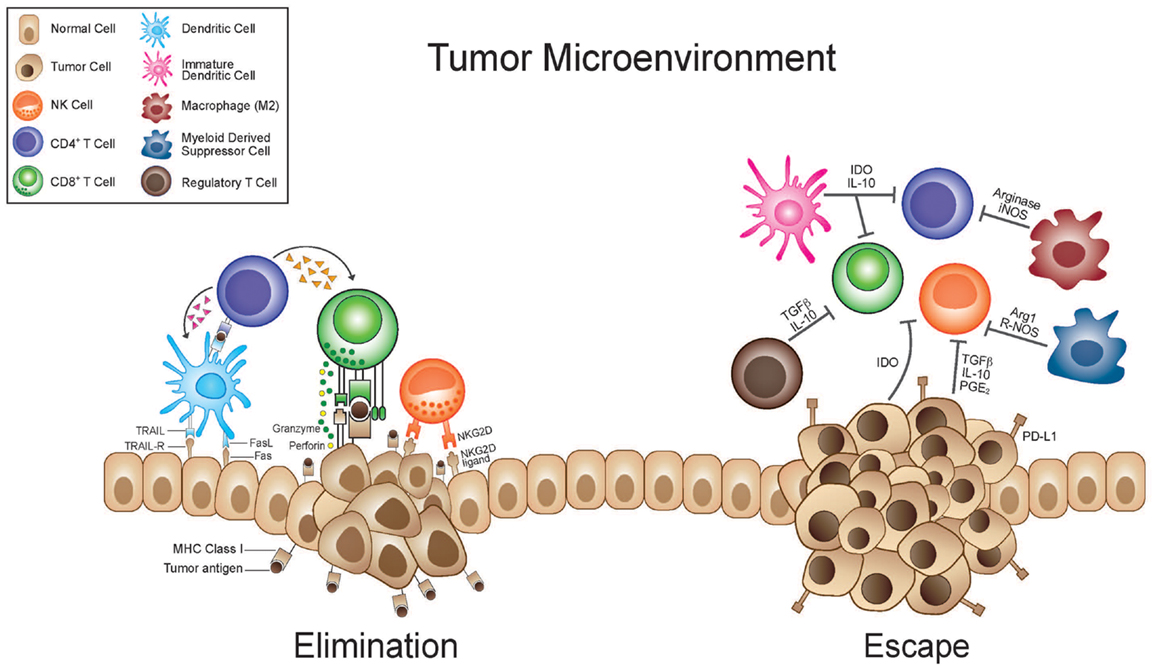
تصبح الخلايا الفعالة مناعيًا كالخلايا تي القاتلة والخلايا القاتلة الطبيعية قادرة على التعرف على الخلايا السرطانية والقضاء عليها بمساعدة الخلايا التغصنية وCD4 +.

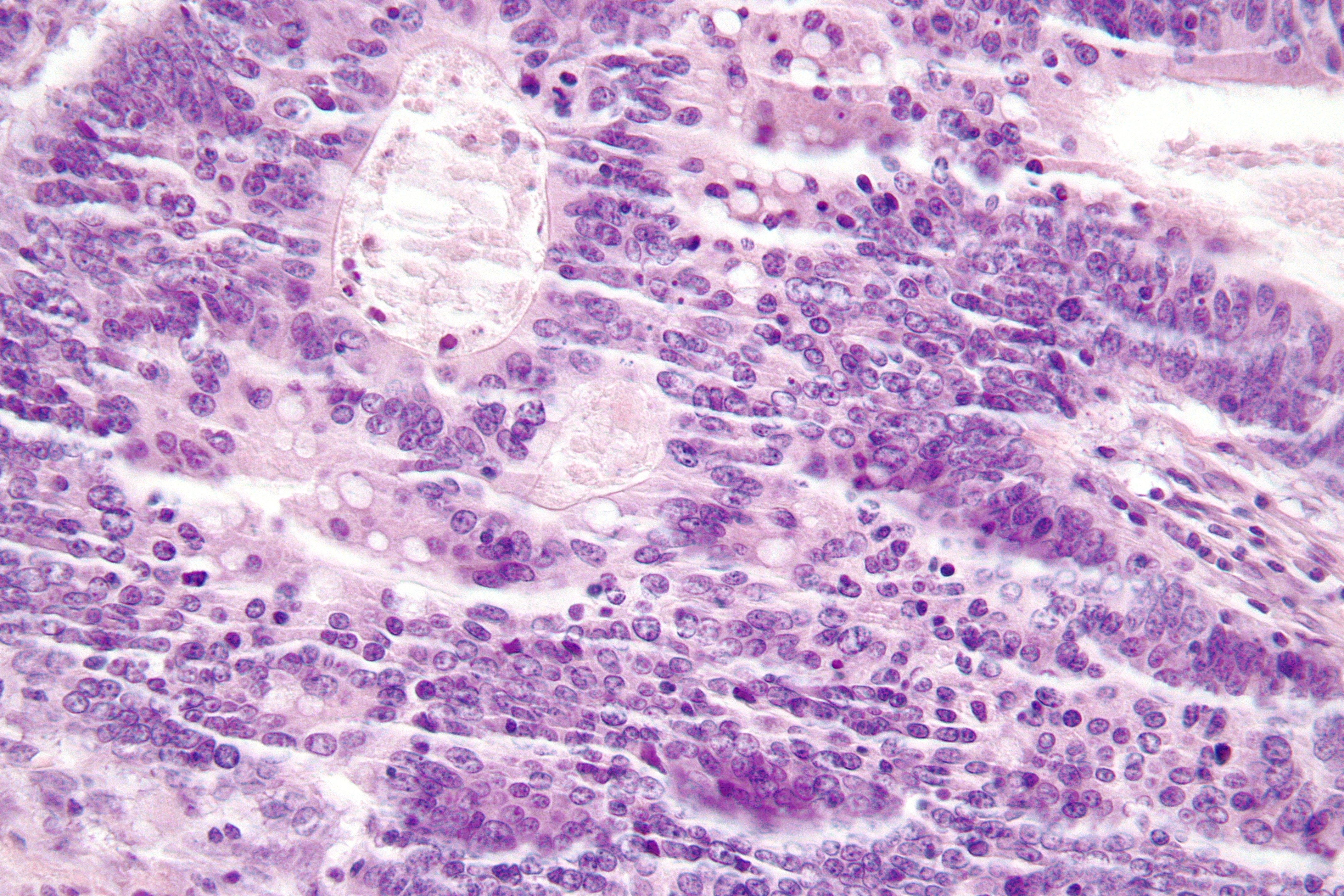
صورة مجهرية مكبرة جدًا لخلايا لمفاوية مرتشحة بسرطان قولون. ملونة بصبغة الهيماتوكسيلين واليوزين.

ارتشاح اللمفاوية في الورم  هي خلايا دم بيضاء غادرت مجرى الدم وهاجرت نحو الورم. يضم المصطلح الخلايا التائية والخلايا البائية وهي جزء من تصنيف أكبر يدعى الخلايا المناعية المرتشحة بالورم. يضم هذا الأخير الخلايا المناعية أحادية النواة ومتعددة النوى (أي الخلايا التائية والخلايا البائية والخلايا القاتلة الطبيعية والبلاعم والعدلات والخلايا المتغصنة والخلايا الصارية والخلايا الحمضية والخلايا القاعدية، إلخ) بنسب مختلفة. تختلف وفرة اللمفاويات المرتشحة باختلاف نوع الورم ومرحلته، وقد تؤثر على سير المرض وإنذاره في بعض الحالات.
تشاهد اللمفاويات المرتشحة في سدى الورم أو داخل الورم نفسه، ويختلف دورها بشكل كبير استجابةً للعلاج المضاد للسرطان ومع اختلاف مراحل الورم.
تشارك اللمفاويات المرتشحة بالورم بقتل الخلايا السرطانية؛ إذ يرتبط وجودها بنتائج سريرية أفضل (بعد الجراحة أو العلاج المناعي).

## الكشف والخصائص
توجد الخلايا الليمفاوية المتسللة إلى الورم بين الخلايا السرطانية، ولا تُحتسب الخلايا الموجودة في الأنسجة المحيطة بالخلايا السرطانية. غالبًا ما توجد الخلايا الليمفاوية المتسللة إلى الورم في محيط الورم دون اختراق فعلي أو تأثير على الخلايا السرطانية. تختلف التعريفات النسيجية للخلايا الليمفاوية المتسللة إلى الورم.
يمكن الكشف عن الخلايا الليمفاوية في الورم عن طريق الكشف عن الخلايا التي تحمل مستقبلات CD3 في عينات الورم. يمكن أيضًا تحديد التسلل المناعي إلى الورم باستخدام طرق التعبير الجيني مثل المصفوفات الدقيقة أو تسلسل الحمض النووي الريبي من خلال طرق إزالة الالتفاف مثل طريقة السايبر سورت. تسمح هذه الأساليب للخلايا الليمفاوية المتسللة إلى الورم الجهازية بتوصيف البيئة الميكروية للورم في أنواع مختلفة من السرطان وعبر آلاف الأورام، وهي طريقة كان آش علي زاده وأجيت جومسون وآخرون أحد أهم الذين عملوا عليها. يمكن بعد ذلك استخدام اكتشاف التعبير الجيني الخاص بأنواع مختلفة من مجموعات الخلايا المناعية لتحديد درجة ارتشاح الخلايا الليمفاوية، ويُجرى ذلك حاليًا على أنواع معينة من سرطان الثدي. تشير البيئة المناعية النشطة داخل الورم إلى إنذار أفضل غالبًا، ويمكن تحديده من خلال ما يُعرف بالثابت المناعي للرفض.

## استخدامها في العلاج بالخلايا الذاتية
الخلايا الليمفاوية المتسللة إلى الورم هي أساس العلاج التجريبي بالخلايا الذاتية (كونيغو) لورم الميلانوما النقيلي. يتميز العلاج بالخلايا الذاتية للورم الميلاني النقيلي بأن الخلايا التائية تميز بشكل واسع كل من مستضدات الورم المحددة وغير المحددة. لا يمكن للخلايا الليمفاوية المتسللة إلى الورم التعرف على مستضدات التمايز الذاتي/الخلايا الصباغية الموجودة بشكل مفرط، مثل Melan-A / MART-1 (وهي مستضدات خاصة بسرطان الجلد) وجي بي100 والتيروزيناز والسورفينين، ولكن يمكن أيضًا التعرف على مستضدات أخرى غير معروفة خاصة بالورم والمريض. 

## استخدامها في علاج نقل الخلايا التائية بالتبني

### نبذة تاريخية
طور الدكتور ستيفن روزنبرغ وزملاؤه في فرع الجراحة في المعهد الوطني للسرطان فكرة استخدام اللمفاويات المرتشحة بالورم لعلاج السرطان عن طريق نقل الخلايا بالتبني. أجرى روزنبرغ وزملاؤه تجارب سريرية استمرت أكثر من عقدين استخدموا فيها اللمفاويات المرتشحة بالورم لعلاج سرطان الجلد عن طريق نقل الخلايا بالتبني. أصبح نقل اللمفاويات المرتشحة بالورم لعلاج السرطان اليوم نهج روتيني متبع في معظم مراكز العالم كما في مركز إم دي أندرسون للسرطان الذي توصل إلى نفس نتائج المعهد الوطني للسرطان. وضعت العديد من المراكز حاليًا بروتوكولات لعلاج سرطان الجلد باستخدام اللمفاويات المرتشحة بالورم كمركز إم دي أندرسون للسرطان في هيوستن بولاية تكساس ومعهد إيلا في مركز شيبا الطبي في إسرائيل ومستشفى جامعة كوبنهاغن في هيرليف في الدنمارك.

### العملية

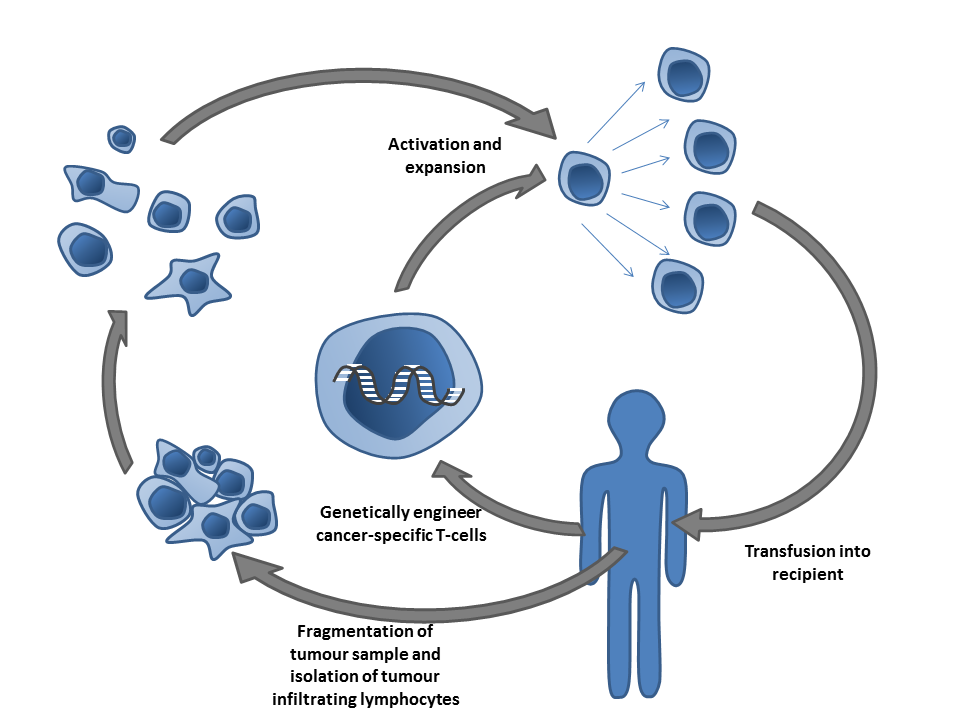
يمكن الحصول على الخلايا التائية النوعية لسرطان ما عن طريق عزل الخلايا اللمفاوية المرتشحة بالورم وزرعها لتنمو خارج الجسم أو بتطبيق تقنيات الهندسة الوراثية على خلايا الدم المحيطي. تنشط الخلايا وتتكاثر قبل نقلها إلى المتلقي (حامل الورم).

يحصل الباحثون على اللمفاويات المرتشحة بالورم من الأورام المستأصلة جراحيًا والمجزأة لقطع صغيرة أو من معلقات تحوي خلية مفردة مأخوذة من قطع ورمية، ثم يزرعونها لتنمو خارج الجسم. تزرع الخلايا ضمن أوساط متعددة لتنمو بشكل منفصل وتصبح مهيأة للتعرف على أورام محددة. تتكاثر اللمفاويات المرتشحة على مدار بضعة أسابيع باستخدام جرعة عالية من الأنترولوكين 2 ضمن طبق معايرة يضم 24 أنبوب. تؤخذ السلالات الفعالة المختارة فيما بعد لتدخل ضمن بروتوكول التضخيم السريع الذي يستخدم مضادات CD3 لفترة نموذجية مدتها أسبوعين. تسرب اللمفاويات المرتشحة بعد مرحلة التضخيم السريع للمريض. قد تتضمن العملية الخضوع للعلاج الكيميائي قبل التسريب للتخلص من الخلايا اللمفاوية الذاتية؛ إذ يسمح ذلك بتغطية اللمفاويات المختارة للورم. يعطى العلاج الكيميائي عادةً قبل 7 أيام من تسريب اللمفاويات المختارة. تتضمن بروتوكلات العلاج الكيميائي المستخدم عادةً الفلودارابين والسيكلوفوسفاميد. يعتقد الباحثون أن التخلص من اللمفاويات الذاتية يحد من الآثار السلبية التي قد تسببها؛ فقد تنافس الخلايا اللمفاوية في ما بينها على عوامل النمو، وهذا سيقلل من تأثير اللمفاويات المرتشحة المضاد للورم.

## ارتباطها بعلاجات السرطان
أعطى العلاج بالخلايا الليمفاوية المتسللة إلى الورم بالاشتراك مع العلاج المناعي، مثل الإنترلوكين-2 والبروتين المرتبط بالخلايا الليمفاوية التائية السامة معدلات استجابة أعلى واستجابات استمرت لفترات أطول في التجارب السريرية. يشير ذلك إلى وجود تأثير تآزري للعلاج المناعي السابق مع العلاج بالخلايا الليمفاوية المتسللة إلى الورم. تتضمن الدراسات الحالية التحقيق في أدوار أدوية العلاج الكيميائي بالاشتراك مع العلاج بالخلايا الليمفاوية المتسللة لتقييم معدلات الاستجابة المحسنة والفعالية التآزرية.